# Dietrich Wilhelm von Levetzow
Dietrich Wilhelm von Levetzow, auch Diederich Vilhelm von Levetzow (*  29. Januar 1786 in Bessestad auf Island; † 6. Juni 1849 in Aarhus) war ein deutsch-dänischer Beamter, Autor und Übersetzer.

## Leben
Dietrich Wilhelm von Levetzow entstammte der später so genannten jüngeren holsteinischen Linie des ursprünglich mecklenburgischen Adelsgeschlechts Levetzow/Levetzau. Er war eins von acht Kindern des damaligen königlich dänischen Amtmanns auf Island Hans Christoph Diederich Victor von Levetzow und dessen erster Frau Martha, geb. Tillisch (* 1758 in Stavanger; † durch Ertrinken 1801 im Kleinen Belt). Seine Schwester Emilie Caroline (1794–1875) heiratete Wilhelm Benedict von Schirach. Aus der zweiten Ehe seines Vaters stammten fünf weitere Kinder, darunter Friedrich Ferdinand von Levetzow. 
Im Alter von nur neun Jahren kam er 1795 als Kostkadet in dänische Militärdienste. 1802 wurde er Fähnrich und im folgenden Jahr Sekondleutnant. 1813 war er Premierleutnant im schleswigschen Infanterie-Regiment, das im Kosakenwinter 1813/14 an der Seite der Franzosen kämpfte. Ebenfalls 1813 wurde er zum Kammerjunker ernannt. Mit dem Ende der Befreiungskriege nahm er seinen Abschied.  Eine Zeit lang lebte er im damals dänischen Altona, Anfang der 1820er Jahre auf dem Hof Kronborg Ladegaard bei Schloss Kronborg.
1826 erhielt er eine Stelle als Zollkassierer in Ringkøbing. 1844 wechselte er in gleicher Stellung nach Aarhus, wo er 1849 starb. 
Dietrich Wilhelm von Levetzow veröffentlichte etliche Gedichte, vor allem in Hans Gardthausens Almanach Eidora. 1815 übersetzte er Bernhard Severin Ingemanns Historiendrama Blanca ins Deutsche.
Seit 1818 war er verheiratet mit Edle Vilhelmine Fog (1793–1872). Das Paar hatte fünf Kinder:
- Hans Christoph Diderik Victor von Levetzow (* 1819), Bürgermeister von Hindsholm
- Adam von Levetzow (* 1821), Jurist, bis 1864 im Staatsdienst
- Mathilde von Levetzow (* 1824)
- Vilhelmine Louise von Levetzow (* 1837)
- Cornelia von Levetzow (1836–1921), Schriftstellerin

## Auszeichnungen
- Kammerherr (25. Juni 1846)[2]

## Werke
- Bernhard Severin Ingemann: Blanca. Ein Trauerspiel. Nach dem dänischen Original metrisch übertragen von Dietrich Wilhelm v . Levetzow, Kopenhagen: Bonnier 1815